# Amr Gamal
Amr Gamal (in arabo عمرو جمال‎?; Cairo, 4 agosto 1991) è un calciatore egiziano, attaccante dell'Haras El-Hodood.

## Caratteristiche tecniche
È una prima punta. Tra le sue caratteristiche spiccano – oltre allo stacco aereo – la rapidità nei movimenti, e il senso della posizione.

## Carriera

### Club
Muove i suoi primi passi nel settore giovanile dell'Al-Ahly. Aggregato alla prima squadra, esordisce tra i professionisti il 28 maggio 2013 contro il Ghazl El-Mehalla, subentrando al 35' della ripresa al posto di Ahmed Shoukry. Una sua rete al 90' consente ai Red Devils di vincere l'incontro 2-1.
Il 17 agosto 2013 esordisce nella CAF Champions League (massima competizione continentale africana, nota anche come Coppa dei Campioni d'Africa), in occasione della partita – valida per terza giornata della fase a gironi della competizione – disputata contro il Léopards, rilevando El Sayed Hamdy a 10' dal termine.
Il 20 febbraio 2014 segna due reti (la partita terminerà 3-2) contro lo Sfaxien, consentendo all'Al-Ahly di sollevare la Supercoppa d'Africa. Il 7 luglio 2014 la squadra si laurea campione d'Egitto. A questo successo segue quello della Supercoppa d'Egitto. Il 27 ottobre si infortuna al legamento crociato anteriore del ginocchio, rimanendo fermo per otto mesi.
Il 22 agosto 2017 passa in prestito con diritto di riscatto ai Bidvest Wits, diventando il primo calciatore egiziano a militare nel campionato sudafricano. Complici alcuni dissidi con Gavin Hunt – dovuti a problemi di adattamento, derivati dalla lingua e da uno stile di gioco differente – a gennaio finisce ai margini della rosa.
Il 22 marzo viene ceduto in prestito all'HJK.

### Nazionale
Esordisce in nazionale il 5 marzo 2014 in Bosnia ed Erzegovina-Egitto (0-2), subentrando al 72' al posto di Gedo. Mette a segno la sua prima rete in nazionale sua terza apparizione, il 30 agosto 2014 in Egitto-Kenya (1-0), partita amichevole disputata a Aswan.

## Statistiche

### Presenze e reti nei club
Statistiche aggiornate al 15 dicembre 2023.
| Stagione        | Squadra         | Campionato      | Campionato | Campionato | Coppe nazionali | Coppe nazionali | Coppe nazionali | Coppe continentali | Coppe continentali | Coppe continentali | Altre coppe | Altre coppe | Altre coppe | Totale | Totale |
| Stagione        | Squadra         | Comp            | Pres       | Reti       | Comp            | Pres            | Reti            | Comp               | Pres               | Reti               | Comp        | Pres        | Reti        | Pres   | Reti   |
| --------------- | --------------- | --------------- | ---------- | ---------- | --------------- | --------------- | --------------- | ------------------ | ------------------ | ------------------ | ----------- | ----------- | ----------- | ------ | ------ |
| 2012-2013       | Al-Ahly         | PL              | 1          | 1          | CE              | 0               | 0               | CCL                | 1                  | 0                  | SE+SA+Cmc   | 0           | 0           | 2      | 1      |
| 2013-2014       | Al-Ahly         | PL              | 18+3       | 8+1        | CE              | 3               | 2               | CCL+CC             | 4+9                | 1+3                | SA+Cmc      | 1+1         | 2+0         | 39     | 17     |
| 2014-2015       | Al-Ahly         | PL              | 11         | 3          | CE              | 2               | 0               | CCL+CC             | 0+6                | 2                  | SE+SA       | 1+0         | 0           | 20     | 5      |
| 2015-2016       | Al-Ahly         | PL              | 19         | 4          | CE              | 5               | 0               | CCL                | 8                  | 1                  | SE          | 0           | 0           | 32     | 5      |
| 2016-2017       | Al-Ahly         | PL              | 16         | 1          | CE              | 4               | 4               | CCL+ACC            | 4+2                | 2+0                | SE          | 0           | 0           | 26     | 7      |
| 2017-mar. 2018  | Bidvest Wits    | PL              | 13         | 2          | NC+CdL          | 0+4             | 3               | CCL                | 0                  | 0                  | MTN 8       | 2           | 0           | 19     | 5      |
| 2018            | HJK             | VL              | 12         | 1          | SC              | 3               | 0               | UCL                | 0                  | 0                  | -           | -           | -           | 15     | 1      |
| 2018-2019       | Al-Ahly         | PL              | 0          | 0          | CE              | 0               | 0               | CCL                | 0                  | 0                  | SE          | 0           | 0           | 0      | 0      |
| Totale Al-Ahly  | Totale Al-Ahly  | Totale Al-Ahly  | 65+3       | 17+1       |                 | 14              | 6               |                    | 34                 | 9                  |             | 3           | 2           | 119    | 35     |
| 2019-2020       | El Gaish        | PL              | 27         | 3          | CE              | 5               | 0               | -                  | -                  | -                  | -           | -           | -           | 32     | 3      |
| 2020-2021       | El Gaish        | PL              | 32         | 10         | CE              | 1               | 0               | -                  | -                  | -                  | -           | -           | -           | 33     | 10     |
| Totale El Geish | Totale El Geish | Totale El Geish | 59         | 13         |                 | 6               | 0               |                    | -                  | -                  |             | -           | -           | 65     | 13     |
| 2021-2022       | Pharco          | PL              | 11         | 2          | CE              | 0               | 0               | -                  | -                  | -                  | -           | -           | -           | 11     | 2      |
| 2022-2023       | Pharco          | PL              | 24         | 3          | CE              | 1               | 1               | -                  | -                  | -                  | -           | -           | -           | 25     | 4      |
| 2023-2024       | Pharco          | PL              | 30         | 2          | CE              | 1               | 0               | -                  | -                  | -                  | -           | -           | -           | 31     | 2      |
| Totale Pharco   | Totale Pharco   | Totale Pharco   | 65         | 7          |                 | 2               | 1               |                    | -                  | -                  |             | -           | -           | 67     | 8      |
| 2024-2025       | Haras El-Hodood | PL              | 2          | 0          | CE              | 0               | 0               | -                  | -                  | -                  | -           | -           | -           | 2      | 0      |
| Totale carriera | Totale carriera | Totale carriera | 219        | 41         |                 | 29              | 10              |                    | 34                 | 9                  |             | 5           | 2           | 287    | 62     |

### Cronologia presenze e reti in Nazionale
| Cronologia completa delle presenze e delle reti in nazionale ― Egitto | Cronologia completa delle presenze e delle reti in nazionale ― Egitto | Cronologia completa delle presenze e delle reti in nazionale ― Egitto | Cronologia completa delle presenze e delle reti in nazionale ― Egitto | Cronologia completa delle presenze e delle reti in nazionale ― Egitto | Cronologia completa delle presenze e delle reti in nazionale ― Egitto | Cronologia completa delle presenze e delle reti in nazionale ― Egitto | Cronologia completa delle presenze e delle reti in nazionale ― Egitto |
| Data                                                                  | Città                                                                 | In casa                                                               | Risultato                                                             | Ospiti                                                                | Competizione                                                          | Reti                                                                  | Note                                                                  |
| --------------------------------------------------------------------- | --------------------------------------------------------------------- | --------------------------------------------------------------------- | --------------------------------------------------------------------- | --------------------------------------------------------------------- | --------------------------------------------------------------------- | --------------------------------------------------------------------- | --------------------------------------------------------------------- |
| 5-3-2014                                                              | Innsbruck                                                             | Bosnia ed Erzegovina                                                  | 0 – 2                                                                 | Egitto                                                                | Amichevole                                                            | -                                                                     | 72’                                                                   |
| 30-5-2014                                                             | Santiago del Cile                                                     | Cile                                                                  | 3 – 2                                                                 | Egitto                                                                | Amichevole                                                            | -                                                                     | 67’                                                                   |
| 30-8-2014                                                             | Aswan                                                                 | Egitto                                                                | 1 – 0                                                                 | Kenya                                                                 | Amichevole                                                            | 1                                                                     | 46’                                                                   |
| 5-9-2014                                                              | Dakar                                                                 | Senegal                                                               | 2 – 0                                                                 | Egitto                                                                | Qual. Coppa d'Africa 2015                                             | -                                                                     | 46’                                                                   |
| 10-9-2014                                                             | Il Cairo                                                              | Egitto                                                                | 0 – 1                                                                 | Tunisia                                                               | Qual. Coppa d'Africa 2015                                             | -                                                                     |                                                                       |
| 10-10-2014                                                            | Gaborone                                                              | Botswana                                                              | 0 – 2                                                                 | Egitto                                                                | Qual. Coppa d'Africa 2015                                             | -                                                                     | 78’                                                                   |
| 15-10-2014                                                            | Il Cairo                                                              | Egitto                                                                | 2 – 0                                                                 | Botswana                                                              | Qual. Coppa d'Africa 2015                                             | 1                                                                     |                                                                       |
| 11-10-2015                                                            | Abu Dhabi                                                             | Egitto                                                                | 3 – 0                                                                 | Zambia                                                                | Amichevole                                                            | 1                                                                     | 46’                                                                   |
| 17-11-2015                                                            | Alessandria d'Egitto                                                  | Egitto                                                                | 4 – 0                                                                 | Ciad                                                                  | Qual. Mondiali 2018                                                   | -                                                                     | 81’                                                                   |
| 27-1-2016                                                             | Aswan                                                                 | Egitto                                                                | 0 – 1                                                                 | Giordania                                                             | Amichevole                                                            | -                                                                     | 62’                                                                   |
| 27-2-2016                                                             | Alessandria d'Egitto                                                  | Egitto                                                                | 2 – 0                                                                 | Burkina Faso                                                          | Amichevole                                                            | -                                                                     | 46’                                                                   |
| 29-3-2016                                                             | Alessandria d'Egitto                                                  | Egitto                                                                | 1 – 0                                                                 | Nigeria                                                               | Qual. Coppa d'Africa 2017                                             | -                                                                     | 70’                                                                   |
| 6-9-2016                                                              | Johannesburg                                                          | Sudafrica                                                             | 1 – 0                                                                 | Egitto                                                                | Amichevole                                                            | -                                                                     | 81’                                                                   |
| 28-3-2017                                                             | Alessandria d'Egitto                                                  | Egitto                                                                | 3 – 0                                                                 | Togo                                                                  | Amichevole                                                            | -                                                                     | 64’                                                                   |
| 11-6-2017                                                             | Radès                                                                 | Tunisia                                                               | 1 – 0                                                                 | Egitto                                                                | Qual. Coppa d'Africa 2019                                             | -                                                                     | 73’                                                                   |
| 31-8-2017                                                             | Kampala                                                               | Uganda                                                                | 1 – 0                                                                 | Egitto                                                                | Qual. Mondiali 2018                                                   | -                                                                     | 67’                                                                   |
| 5-9-2017                                                              | Alessandria d'Egitto                                                  | Egitto                                                                | 1 – 0                                                                 | Uganda                                                                | Qual. Mondiali 2018                                                   | -                                                                     | 77’                                                                   |
| 8-10-2017                                                             | Alessandria d'Egitto                                                  | Egitto                                                                | 2 – 1                                                                 | Rep. del Congo                                                        | Qual. Mondiali 2018                                                   | -                                                                     | 77’                                                                   |
| 12-11-2017                                                            | Cape Coast                                                            | Ghana                                                                 | 1 – 1                                                                 | Egitto                                                                | Qual. Mondiali 2018                                                   | -                                                                     | 76’                                                                   |
| Totale                                                                |                                                                       | Presenze                                                              | 19                                                                    |                                                                       | Reti                                                                  | 3                                                                     |                                                                       |

## Palmarès

### Club

#### Competizioni nazionali
- Campionato egiziano: 4

Al-Ahly: 2013-2014, 2015-2016, 2016-2017, 2018-2019
- Supercoppa d'Egitto: 2

Al-Ahly: 2014, 2015
- Coppa d'Egitto: 1

Al-Ahly: 2016-2017
- Coppa di Lega sudafricana: 1

Bidwest Wist: 2017

#### Competizioni internazionali
- CAF Champions League: 1

Al-Ahly: 2013
- Supercoppa CAF: 2

Al-Ahly: 2013, 2014
- Coppa della Confederazione CAF: 1

Al-Ahly: 2014